# Anomiopus sulcatus
Anomiopus sulcatus är en skalbaggsart som beskrevs av Canhedo 2006. Anomiopus sulcatus ingår i släktet Anomiopus och familjen bladhorningar. Inga underarter finns listade i Catalogue of Life.